# آرثر سويفت
آرثر سويفت (بالإنجليزية: Arthur Swift)‏ (1892 في المملكة المتحدة - 1954) هو لاعب كرة قدم بريطاني في مركز الهجوم. لعب مع كريستال بالاس.